# Dariusz Dekański
Dariusz Aleksander Dekański (ur. 1961, zm. 7 listopada 2018) – polski historyk (mediewista), doktor habilitowany nauk humanistycznych, wykładowca Uniwersytetu Gdańskiego.

## Życiorys
W 1985 ukończył studia historyczne na Uniwersytecie Gdańskim. W latach 1985–1989 pracownik Biblioteki Polskiej Akademii Nauk w Gdańsku. Od 1989 był zatrudniony w Zakładzie Historii Średniowiecza na Wydziale Historycznym UG. W 1996 uzyskał doktorat na podstawie pracy pt. Święty Jacek. Biografia historyczna (promotor – Jan Powierski). W 2013 uzyskał stopień naukowy doktora habilitowanego na podstawie dorobku naukowego oraz rozprawy pt. Polskie środowisko toruńsko-pelplińskich mediewistów XIX i początku XX wieku. Najwybitniejsi przedstawiciele- kierunki badań- ośrodek naukowy.
Był specjalistą w zakresie historii instytutów życia konsekrowanego, w tym zakonów mnisich (głównie cystersów), jak i mendykanckich (głównie dominikanów). Interesował się także dziejami polskiej i niemieckiej historiografii pomorsko-pruskiej XIX i początku XX wieku.
Zmarł 7 listopada 2018. Został pochowany 9 listopada 2018 na cmentarzu w Nowym Porcie w Gdańsku.

## Publikacje
- Spisy członków konwentów zakonnych Pomorza Gdańskiego do 1309 roku, Gdańsk 1994,
- Początki zakonu dominikanów prowincji polsko-czeskiej (pokolenie św. Jacka w Zakonie), Gdańsk 1999,
- Polskie środowisko toruńsko-pelplińskich mediewistów XIX i początku XX wieku. Najwybitniejsi przedstawiciele-kierunki badań-ośrodek naukowy, Gdańsk 2009.

Ponadto był współredaktorem kilku opracowań i autorem kilkudziesięciu artykułów naukowych zamieszczanych w czasopismach polskich i zagranicznych.